# Medaglia commemorativa partigiana 1941 (Jugoslavia)

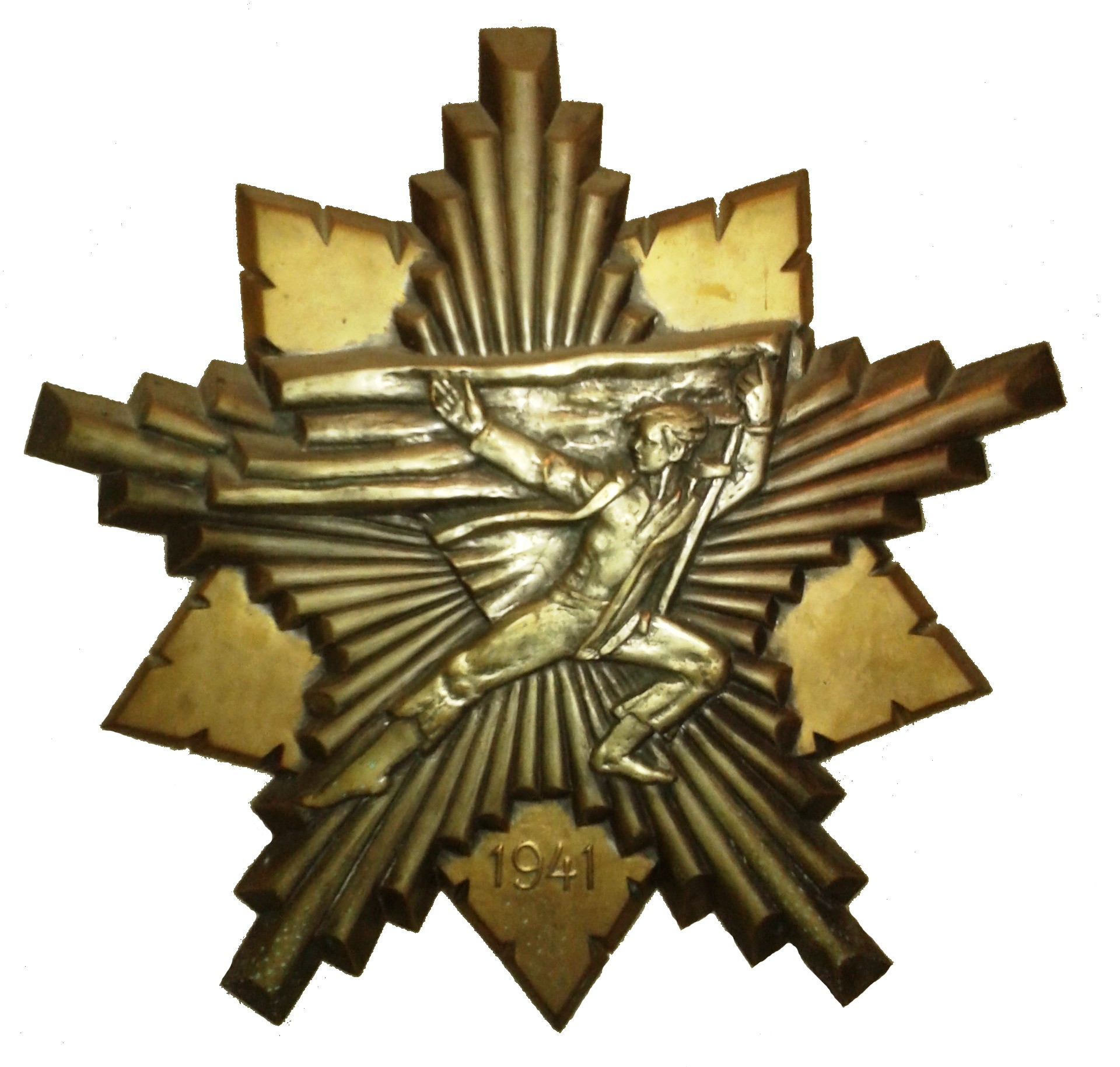
Partizanska Spomenica 1941

La medaglia commemorativa partigiana 1941 (Partizanska Spomenica 1941) è un'onorificenza istituita dalla Repubblica Socialista Federale di Jugoslavia, concessa a tutti i veterani che avevano partecipato a vario titolo alla Lotta di liberazione in Jugoslavia e nei territori occupati dal suo esercito negli anni compresi tra il 1941 e il 1945, come riconoscimento e in memoria della loro partecipazione in combattimento e della fedeltà alla Lotta di liberazione nazionale. Essa era stata istituita nel maggio 1946, dopo la fine della Seconda guerra mondiale.
La medaglia, progettata da Antonio Augustinčić e George Andrejević Kun in sostituzione di una analoga onorificenza sovietica, nella graduatoria del medagliere jugoslavo occupava l'ultima posizione, la diciottesima, ma successivamente venne declassata e non più riconosciuta come una decorazione.
Il detentore della onorificenza gode di alcuni benefici di tipo sanitario, di una pensione mensile, di un assegno annuale e della possibilità di utilizzo gratuito e privilegiato dei mezzi di trasporto pubblico.
Risulta assegnata a 27.629 partigiani, compresi alcuni partigiani italiani, tra cui Mario Toffanin.